# Disaster Monitoring Constellation
Die Disaster Monitoring Constellation (DMC) ist eine Konstellation (ein Verbund) von Erdbeobachtungssatelliten. Alle Satelliten der Konstellation wurden von dem britischen Kleinsatellitenhersteller Surrey Satellite Technology Limited (SSTL) gebaut. Die SSTL-Tochtergesellschaft DMC International Imaging (DMCii) koordiniert den Betrieb der Satelliten und vermarktet deren Daten. Als Mitglied der Internationalen Charta für Weltraum und Naturkatastrophen stellt DMCii die Daten der Konstellation bei Bedarf auch kostenlos für die Katastrophenhilfe zur Verfügung.

## Satelliten
| Name         | Generation | Land           | Betreiber | Startdatum    | Betrieb bis | Aufnahmebreite | Cospar-ID |
| ------------ | ---------- | -------------- | --------- | ------------- | ----------- | -------------- | --------- |
| AlSat-1      | DMC-1      | Algerien       | ASAL      | 28. Nov. 2002 | 2010        | 32 m MS        | 2002-054A |
| BilSat-1     | DMC-1      | Türkei         | TÜBITAK   | 27. Sep. 2003 | 2006        | 28 m MS        | 2003-042E |
| UK-DMC-1     | DMC-1      | Großbritannien | UKSA      | 27. Sep. 2003 | 2011        | 32 m MS        | 2003-042D |
| NigeriaSat-1 | DMC-1      | Nigeria        | NASRDA    | 27. Sep. 2003 | 2012        | 32 m MS        | 2003-042C |
| Beijing-1    | DMC-1      | China          | CNSA      | 27. Okt. 2005 |             | 32 m MS        | 2005-043A |
| Deimos-1     | DMC-2      | Spanien        | Deimos    | 29. Juli 2009 |             | 22 m MS        | 2009-041A |
| UK-DMC-2     | DMC-2      | Großbritannien | UKSA      | 29. Juli 2009 |             | 22 m MS        | 2009-041C |
| NigeriaSat-2 | DMC-2      | Nigeria        | NASRDA    | 17. Aug. 2011 |             | 32 m MS        | 2011-044B |
| DMC 3-FM1    | DMC-3      | Großbritannien | DMCii     | 10. Juli 2015 |             | 04 m MS        | 2015-032A |
| DMC 3-FM2    | DMC-3      | Großbritannien | DMCii     | 10. Juli 2015 |             | 04 m MS        | 2015-032B |
| DMC 3-FM3    | DMC-3      | Großbritannien | DMCii     | 10. Juli 2015 |             | 04 m MS        | 2015-032C |

Quelle: eoPortal/ESA; Stand Oktober 2019
Alle Satelliten der ersten Generation wurden mit Kosmos-3M-Raketen vom Kosmodrom Plessezk gestartet. Die Satelliten der zweiten Generation starteten mit Dnepr vom Kosmodrom Baikonur (2009) bzw. Kosmodrom Jasny (2011), und die der dritten mit einer PSLV vom Satish Dhawan Space Centre. Zusammen mit NigeriaSat-2 wurde auch der Erdbeobachtungssatellit NigeriaSat-X ins All gebracht, den SSTL jedoch nicht als ehemaliges oder bestehendes Mitglied der Disaster Monitoring Constellation aufführt.